# Mary Ann Greaves
Mary Ann Greaves (* 1834 in der Grafschaft Leicestershire in England; † 18. Februar 1897 in Christchurch, Neuseeland) war eine neuseeländische Prostituierte.

## Frühes Leben
Mary Ann Greaves wurde 1834 in der Grafschaft Leicestershire in England geboren. Über ihre Eltern und Kindheit sowie ihre Schulbildung ist nichts bekannt. Unbekannt ist auch ob und welche Ausbildung sie ursprünglich genoss. Auch wann sie von England nach Tasmanien auswanderte liegt im Dunkeln. 1859 ging sie dann nach Neuseeland und ließ sich in Christchurch nieder.

## Arbeit als Prostituierte
Um 1864 galt Mary als eine unter den 14 bekanntesten Prostituierten der Stadt und seiner Umgebung. Es wurde angenommen, dass sie zusammen mit einer anderen Frau im einzig bekannten Bordell in Kaiapoi, rund 15 km nördlich des Stadtzentrums von Christchurch lebte. Ihr Leben war von öffentlicher Empörung der Gesellschaft über ihre Arbeit geprägt und hatte stets eine strenge polizeiliche Überwachung zur Folge. Mary gehörte mit zu einer Gruppe von Prostituierten, die von den Polizeibehörden als „rowdy-hafte“ Frauen bezeichnet wurden und deren Lebensstil oft mit exzessiven Alkoholkonsum und kriminellen Handlungen einherging.

## Kriminelle Aktivitäten
1866 stand Mary wiederholt wegen Trunkenheit, ungebührlichem Benehmen und obszöner Sprache vor Gericht und wurde als „alte Straftäterin“ bezeichnet. Im selben Jahr wurde sie auch wegen Körperverletzung und Raubüberfall zu einer Gefängnisstrafen von zwei Jahren mit Zwangsarbeit verurteilt. 1869 erhielt sie weitere zwei Jahre Haft, für Diebstahl und Körperverletzung. Als sie im Mai 1871 aus dem Gefängnis entlassen wurde, fiel sie erneut wegen Trunkenheit und Aufdringlichkeit auf und musste dafür nochmals für einen Monat im Gefängnis dafür büßen. Es folgten über die Jahre weitere Haftstrafen wegen Trunkenheit, Aufdringlichkeit, Landstreicherei und Diebstahls und wegen der vielen Wiederholungen wurde sie auch als „unverbesserlich“ bezeichnet.
1876 wurde sie auf der Grundlage des Contagious Diseases Act 1869 angeklagt, weil sie nicht zu einer ärztlichen Untersuchung erschienen war. Daraufhin steckte man sie in ein Besserungsanstalt für Personen mit ansteckenden Krankheiten. Weitere Strafen erhielt sie in den Jahren 1881 und 1884. 1893 schien es, als ob sich Mary zur Ruhe gesetzt hätte, war aber mit ihren 59 Jahren immer noch in einem Bordellregister geführt, das in dem Jahr erstellt wurde.
Vier Jahre später verstarb sie am 8. Februar 1897 in Christchurch an einem Schlaganfall.